# Eleocharis cellulosa
Eleocharis cellulosa är en halvgräsart som beskrevs av John Torrey. Eleocharis cellulosa ingår i släktet småsäv, och familjen halvgräs. Inga underarter finns listade i Catalogue of Life.